# Sjostedtiella rubrithorax
Sjostedtiella rubrithorax är en stekelart som beskrevs av Pierre L. G. Benoit 1952. Sjostedtiella rubrithorax ingår i släktet Sjostedtiella och familjen brokparasitsteklar. Inga underarter finns listade i Catalogue of Life.